# Phoebe Spoors
Phoebe Spoors (Christchurch, 11 de agosto de 1993) é uma remadora neozelandesa.

## Carreira
Spoors nasceu em Christchurch em 1993. Lucy Spoors é sua irmã mais velha por três anos. Ambas foram para a Christchurch Girls' High School, onde também começaram a remar. Phoebe Spoors é formada em ciências políticas e comunicações pela Universidade de Washington.
No campeonato nacional da Nova Zelândia de fevereiro de 2012, realizado no Lago Karapiro, ela competiu em cinco classes de barcos começando pelo Avon Rowing Club; este foi o ano após ela terminar o ensino médio. Três competições foram para barcos do clube e ela ficou em primeiro lugar com o oito, em segundo com o quad scull sem timoneiro e em quarto com o quatro com timoneiro. As outras duas classes de barcos eram mulheres seniores, onde ela ficou em segundo lugar no quad scull sem timoneiro e no oito.
Nos Jogos Olímpicos de Verão de 2024, em Paris, conquistou a medalha de bronze na competição de quatro sem feminino, ao lado de Jackie Gowler, Davina Waddy e Kerri Williams com o tempo de 6:29.08.